# Yandar & Yostin
Yandar & Yostin es un dúo colombiano de música urbana, originario de Medellín, Colombia, formado por Oscar Andrés Gutiérrez (Yandar) y Juan Esteban Castañeda (Yostin). Comenzaron su carrera musical en 2005.

## Biografía
Comenzaron su carrera musical en el año 2005, luego de la separación del grupo "Polo Opuesto" en la que Yandar era la voz principal. En el año 2010 debutaron con su sencillo «Cripy cripy» que alcanzó los primeros lugares en listas de emisoras radiales Colombianas. En 2012 unen sus voces con Andy Rivera con su sencillo «Te pintaron pajaritos» el cual fue lanzado el 27 de septiembre de 2012. Este sin duda ha sido el principal tema que los ha caracterizado.
En el 2018 hacen una composición para Alejandro Fernández y Sebastían Yatra titulada "Contigo Siempre".
Comienzan el año 2019 con una gran gira en España y Ecuador terminando la gira con su más reciente sencillo "Cuéntale".

## Premios y nominaciones

### Festival Internacional de la Canción de Viña del Mar
En febrero de 2014 el dúo participó en el Festival Internacional de la Canción de Viña del Mar

### Premios Nuestra Tierra
| Año  | Categoría                                                          | Resultado |
| ---- | ------------------------------------------------------------------ | --------- |
| 2013 | Canción del año por "Te Pintaron Pajaritos" ft. Andy Rivera        | Nominada  |
| 2013 | Canción urbana del año por "Te Pintaron Pajaritos" ft. Andy Rivera | Ganador   |
| 2013 | Canción del público por "Te Pintaron Pajaritos" ft. Andy Rivera    | Nominada  |

## Discografía
Álbumes de estudio
- 2011: Los del entone

Álbumes recopilatorios
- 2016: Te pintaron pajaritos